# Aeropuerto de Poitiers-Biard
El Aeropuerto de Poitiers - Biard (IATA: PIS, OACI: LFBI) es un aeropuerto localizado a 2.4 km al oeste de Poitiers, una comuna del departamento de Vienne en Francia.

## Aerolíneas y destinos

### Destinos internacionales
| Ciudades por países | Nombre del aeropuerto                          | Aerolíneas           |
| Europa              | Europa                                         | Europa               |
| ------------------- | ---------------------------------------------- | -------------------- |
| España              |                                                |                      |
| Barcelona           | Aeropuerto Josep Tarradellas Barcelona-El Prat | Ryanair (estacional) |
| Reino Unido         |                                                |                      |
| Edimburgo           | Aeropuerto de Edimburgo                        | Ryanair (estacional) |
| Londres             | Aeropuerto de Londres-Stansted                 | Ryanair              |

## Estadísticas
Ver fuente y consulta Wikidata.